# Sidestick

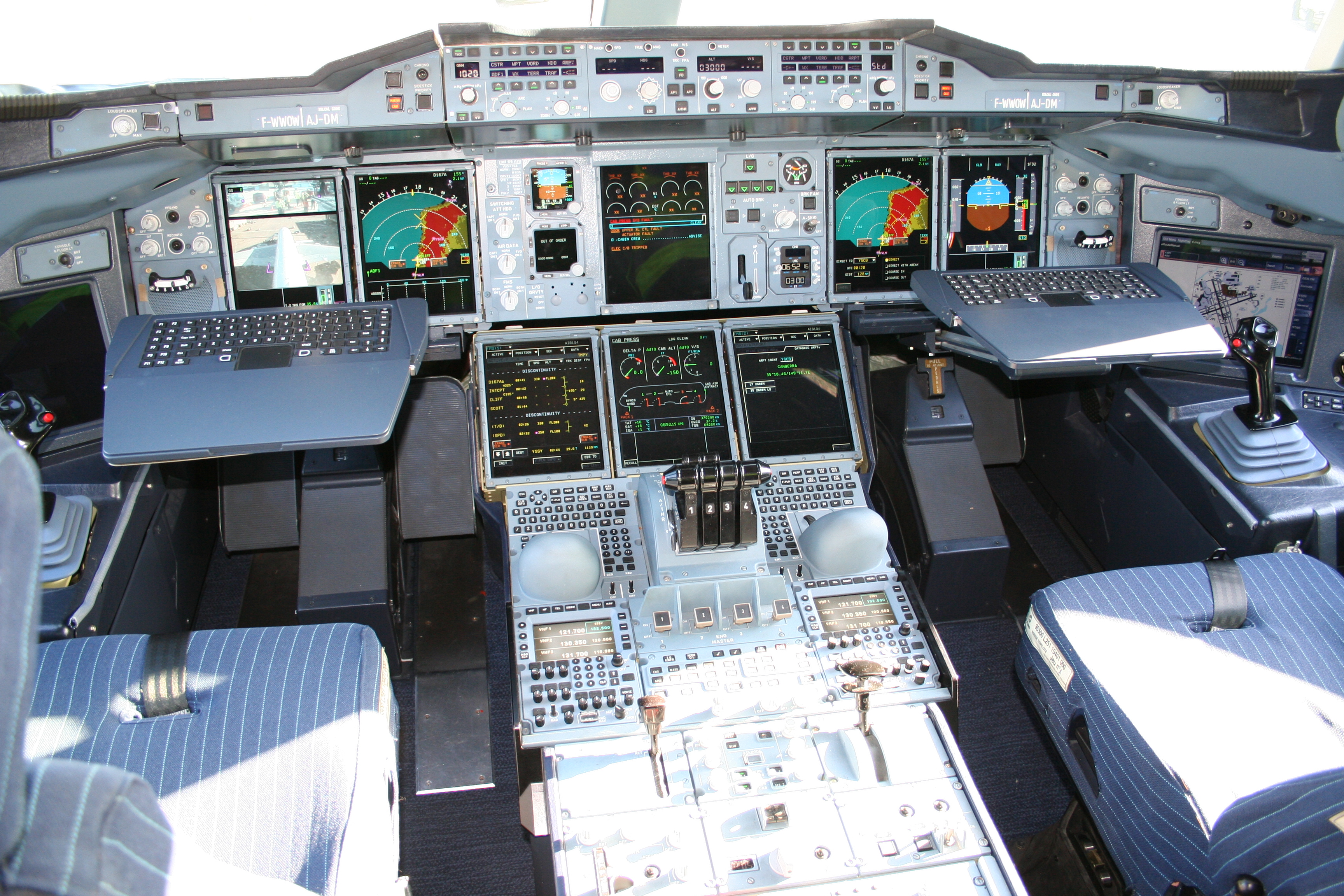
Cockpit des Airbus A380, der mit zwei Sidesticks ausgestattet ist.

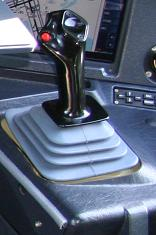
Sidestick eines Airbus A380 mit priority pushbutton (rot)

Der Begriff Sidestick [ˈsaɪdstɪk], deutsch Seitenknüppel, bezeichnet einen joystick-ähnlichen Steuerknüppel, der das konventionelle Steuerhorn bzw. die Steuersäule eines Luftfahrzeuges ersetzt.
Im Gegensatz zum Steuerhorn, das vor dem Piloten positioniert ist, befindet sich der Sidestick neben dem Piloten. Er wird nur mit einer Hand bedient.
In der kommerziellen Luftfahrt finden elektronische Sidesticks besonders in Flugzeugen des europäischen Flugzeugherstellers Airbus Verwendung. Hier laufen die elektrischen Steuersignale des Sidesticks in einem Computer zusammen, und es kommt die Fly-by-wire-Technik zum Einsatz. Die in Airbusflugzeugen zum Einsatz kommenden Sidesticks sind mit einem sogenannten „side stick priority pushbutton“ ausgestattet. Damit kann durch kurzes Betätigen der Autopilot abgeschaltet werden. Wird der Knopf länger als 30 Sekunden gedrückt, wird der zweite Sidestick deaktiviert. Das ist erforderlich, da es schon Beinaheunfälle gegeben hat, wenn Kapitän und Copilot gleichzeitig und evtl. gegensätzlich ihren Sidestick bedienen, was nicht vorgesehen ist.
Es existieren auch neuere Kampfflugzeuge mit elektronischen Sidesticks.
Mechanische Sidesticks kommen zum Beispiel in der Speed Canard zum Einsatz.

## Aktiver Sidestick
Bei einer klassischen Steuerknüppel-Ausführung werden die Kräfte, die während des Fluges auf das Flugzeug wirken, in Form von Widerstand und Ausschlag auf die Steuereinheit übertragen. Beim konventionellen elektronischen Sidestick entfällt diese Rückmeldung. Seit den 2000er-Jahren wurden sogenannte „aktive“ Sidesticks erprobt, die eine elektronisch geregelte Kraftrückkopplung realisieren. Solche Systeme wurden ab den frühen 1990er-Jahren entwickelt und 2008 von UTAS auf der Luftfahrtmesse von Le Bourget vorgestellt. Schon 2001 war das Active Inceptor System von BAE Systems für die F-35 ausgewählt. In der Militärluftfahrt wird das System in der KAI T-50, der F-35 und der Embraer KC-390 eingesetzt. In der Zivilluftfahrt wurde das System erstmals in der Gulfstream G500 eingesetzt. Ein Active Sidestick kann auch genutzt werden, um dem Piloten ein besseres Situationsbewusstsein (engl. Situation Awareness) darüber zu vermitteln, inwieweit der Flugpfad über Sidestick-Steuereingaben im Augenblick überhaupt noch in eine bestimmte Richtung beeinflusst werden kann; hierzu wird dem Piloten über ein geeignet ausgestaltetes Force Feedback eine Rückmeldung über die in einer bestimmten Steuerrichtung (Ausschlagsrichtung des Sidestick) zur Verfügung stehenden Steuerreserven bis zum Erreichen einer Steuergrenze gegeben.

## Zwischenfälle
Zwischenfälle, die ursächlich auf die Sidestick-Technologie zurückgeführt werden, sind nur wenige bekannt. So wurden 2001 bei einem Airbus A320-200 im Rahmen von Wartungsarbeiten Drähte der Querruderansteuerung beim Wechseln eines Steckers am linken Sidestick vertauscht, sodass die Querruder entgegengesetzt zur Eingabe am linken Sidestick ausschlugen. Der zweite Flugzeugführer übernahm sofort die Steuerung, korrigierte mit dem rechten Sidestick die Querlage des Flugzeuges und konnte sicher landen. Da bei modernen Flugzeugen auch bei der Steuerhorn-Ausführung die Fly-by-Wire-Technik zum Einsatz kommt, wäre der Fehler dort genauso möglich.
Am 9. Februar 2014 nahm ein Airbus Pilot während des Fluges Fotos mit seiner privaten Kamera auf und legte diese achtlos beiseite. Als er später seinen Sitz elektrisch nach vorne stellte, verklemmte diese sich zwischen Armlehne und Sidestick. Dabei wurde der Sidestick so weit nach vorne gedrückt, dass das Flugzeug in den Sturzflug überging. Dieser Sturzflug wurde von den eingebauten Sicherheitsfunktionen über die Fly-by-Wire-Steuerung selbständig ausgeleitet, sodass die Crew sicher landen konnte. Dennoch gab es an Bord mehrere Verletzte.
Der Abschlussbericht zu diesem Vorfall geht davon aus, dass das Side-Stick Layout derartige Störungen durch lose Gegenstände begünstigt.
Nach Ansicht von Chesley Sullenberger, Sachverständiger für Flugunfälle und selbst Airbus Pilot, wurde das Flugunglück des Air-France-Fluges 447 im Juni 2009 durch das Sidestick-Konzept von Airbus begünstigt. Demzufolge wäre ein solches Unglück mit einer Boeing, die klassische Steuerhörner verwendet, mit geringerer Wahrscheinlichkeit geschehen. Dabei kritisiert er weniger das Konzept des Sidesticks an sich, sondern vor allem, dass keine mechanische Verbindung zwischen den Sidesticks der beiden Piloten existiert. Dieser Umstand würde es – zusammen mit den außenseitlichen Positionierung – den Piloten unmöglich machen, nachzuvollziehen, was der Kollege steuert.